# Dipartimento di San Martín (Mendoza)
San Martín è un dipartimento argentino, situato nella parte centro-settentrionale della provincia di Mendoza, con capoluogo San Martín.

## Geografia fisica
Esso confina a nord con il dipartimento di Lavalle, ad est con quello di Santa Rosa, a sud con il dipartimento di Junín e ad ovest con quello di Maipú.

## Società

### Evoluzione demografica
Secondo il censimento del 2001, su un territorio di 1.504 km², la popolazione ammontava a 108.448 abitanti, con un aumento demografico del 10,33% rispetto al censimento del 1991.
Abitanti censiti

## Amministrazione
Il dipartimento, come tutti i dipartimenti della provincia, è composto da un unico comune, suddiviso in 15 distretti (distritos in spagnolo), che corrispondono agli agglomerati urbani disseminati sul territorio:
- Alto Salvador
- Alto Verde
- Buen Orden
- Chapanay
- Chivilcoy
- El Central
- El Divisadero
- El Espino
- El Ramblón
- Las Chimbas
- Montecaseros
- Nueva California
- Palmira
- San Martín, capoluogo
- Tres Porteñas